# Avrainvillea
Avrainvillea é um género de algas, pertencente à família Udoteaceae.

## Espécies
| - Avrainvillea amadelpha - Avrainvillea asarifolia - Avrainvillea calathina - Avrainvillea canariensis - Avrainvillea clavatiramea - Avrainvillea digitata - Avrainvillea elliottii - Avrainvillea erecta - Avrainvillea fenicalii - Avrainvillea fulva - Avrainvillea gardineri - Avrainvillea geppiorum - Avrainvillea hayi - Avrainvillea hollenbergii | - Avrainvillea lacerata - Avrainvillea levis - Avrainvillea longicaulis - Avrainvillea mazei - Avrainvillea nigricans - Avrainvillea obscura - Avrainvillea pacifica - Avrainvillea rawsonii - Avrainvillea ridleyi - Avrainvillea riukiuensis - Avrainvillea rotumensis - Avrainvillea silvana - Avrainvillea sylvearleae |